# 县洞站
縣洞站（：／ Hyeondong yeok */?）是嶺東線沿線的一座鐵路車站，位於韓國庆尚北道奉化郡小川面，有無窮花號停靠。

## 車站結構
站體為1面2線的島式月台。

### 月台配置
| ↑ 汾川  |
| 月台 \| |
| 林基 ↓  |

| 月台 | 路線   | 車種     | 目的地                          |
| ---- | ------ | -------- | ------------------------------- |
| 月台 | 嶺東線 | 無窮花號 | 往 釜田、東大邱、榮州、東海方向 |

## 历史
- 1956年1月1日 - 落成使用[1]。

## 相鄰車站
韓國鐵道公社
嶺東線
林基－縣洞－汾川